# Barão de Santa Isabel
Barão de Santa Isabel foi um título nobiliárquico criado por D. Pedro II do Brasil em 17 de novembro de 1851, a favor de Antônio Dinis da Costa Guimarães.
Titulares
1. Antônio Dinis da Costa Guimarães;
2. Luís da Cunha Feijó.